# إميل آيكهورن
إميل آيكهورن (بالألمانية: Emil Eichhorn) هو صحفي وسياسي ألماني، ولد في 1863 في Röhrsdorf ‏ في ألمانيا، وتوفي في 1925 في برلين في ألمانيا. نشط حزبياً في الحزب الشيوعي في ألمانيا والحزب الديمقراطي الاجتماعي الألماني. وقد انتخب Member of the Second Chamber of the Diet of the Grand Duchy of Baden ‏ وانتخب عضو مجلس النواب الألماني للإمبراطورية الألمانية وانتخب عضو مجلس النواب الألماني للجمهورية فايمار.